# Nhava Sheva
Nhava Sheva, appelé officiellement port Jawaharlal Nehru, est un port situé en face de Bombay, de l'autre côté de la Thane Creek, dans l'État du Maharashtra en Inde.
Il est principalement constitué d'infrastructures pour traiter les conteneurs, avec en 2009 un trafic de 4,06 millions d'EVP.
Le port constitue jusqu'à présent la destination finale du corridor de transport international Nord-Sud qui débute à Saint-Pétersbourg.  